# Tawals
Tawals és un cràter sobre la superfície del planeta nan Ceres, situat amb el sistema de coordenades planetocèntriques a -38.53 ° de latitud nord i 238.64 ° de longitud est. Fa un diàmetre de 8.8 km. El nom va ser fet oficial per la UAI el 20 de juny del 2016 i fa referència a Tawals, déu de llaurar els camps de la mitologia polonesa.